# 伍锦棠
伍锦棠（1958年—），广东台山人，汉族，中华人民共和国政治人物、第十二届全国人民代表大会广东地区代表。
毕业于广东省华侨专业技术学校企业管理专业。加入中国共产党。担任台山市审计局副局长。2008年起担任全国人大代表。2013年，担任全国人大代表。